# اچ‌ام‌تی کمبریج‌شایر (اف‌وای۱۴۲)
اچ‌ام‌تی کمبریج‌شایر (اف‌وای۱۴۲) (به انگلیسی: HMT Cambridgeshire (FY142)) یک زیردریایی بود که طول آن 162.3ft بود. این زیردریایی در سال ۱۹۳۵ ساخته شد.